# ルイーノ (ヴァレーゼ県)
ルイーノ（伊: Luino）は、イタリア共和国ロンバルディア州ヴァレーゼ県にある、人口約1万4000人の基礎自治体（コムーネ）。

## 地理

### 位置・広がり

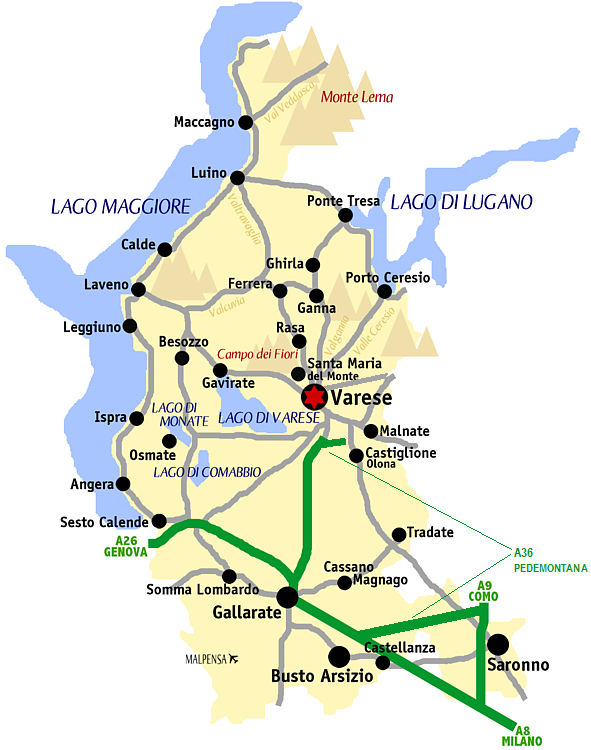
ヴァレーゼ県概略図

#### 隣接コムーネ
隣接するコムーネは以下の通り。括弧内のVBはヴェルバーノ・クジオ・オッソラ県、CH-TIはスイスティチーノ州所属。
- アグラ
- カンネロ・リヴィエーラ (VB)
- カンノービオ (VB)
- クレメナーガ
- ドゥメンツァ
- ジェルミニャーガ
- マッカーニョ・コン・ピーノ・エ・ヴェッダスカ
- Monteggio (CH-TI)
- モンテグリーノ・ヴァルトラヴァーリア

### 地震分類
イタリアの地震リスク階級 (it) では、4 に分類される
。

## 行政

### 分離集落
ルイーノには以下の分離集落（フラツィオーネ）がある。
- Bonga, Colmegna, Creva, Fornasette, Moncucco, Poppino, Voldomino, Biviglione, Motte, Longhirolo

## 姉妹都市
- Sanary-sur-Mer、フランス 2001年